# Holmen (Rånerivier)
Holmen is een Zweeds eiland in de Råneälven. Het eiland splitst de rivier in twee stromen, Norrälven en Sörälven genaamd. Na het eiland Prästholmen komen beide stromen weer samen. Holmen ligt voor de kust van Södra Prästholm.
Storholmen · Storselaholmen · Storholmen · Sladaholmen · Hedholmen · Notholmen · Svedjeholmen · Tomasholmen · Niemiholm · Lillholmen · Färholmen · Sundbergholmen · Killingholmen · Holmen · Prästholmen · Börstholmen · Längholmen · Degerholmen · Kullen · Kaninholmen · Andholmen